# Basehor (Kansas)
Basehor é uma cidade localizada no estado americano de Kansas, no Condado de Leavenworth.

## Demografia
Segundo o censo americano de 2000, a sua população era de 2238 habitantes. 
Em 2006, foi estimada uma população de 3523, um aumento de 1285 (57.4%).

## Geografia
De acordo com o United States Census Bureau tem uma área de 
8,1 km², dos quais 8,1 km² cobertos por terra e 0,0 km² cobertos por água. Basehor localiza-se a aproximadamente 272 m acima do nível do mar.

## Localidades na vizinhança
O diagrama seguinte representa as localidades num raio de 20 km ao redor de Basehor. 